# Lenguas Ubangui
Las lenguas del Ubangui forman una familia lingüística de unas setenta lenguas habladas principalmente en la República Centroafricana, donde suman entre 2 y 3 millones, e incluyen la lengua nacional, el sango. Reciben su nombre del río Ubangui.

## Clasificación

### Clasificación externa
J. Greenberg (1963) clasificó las entonces poco conocidas lenguas Ubangui como parte de la macrofamilia Níger-Congo y posteriormente las clasificó junto con las lenguas Adamawa en una rama llamada "Adamawa oriental". Los trabajos posteriores no parece confirmar que se trata de una unidad filogenética válida. Así R. Blench propone una rama dentro de las lenguas Níger-Congo, la llamada lenguas sabánicas. Sin embargo, la incertidumbre de clasificación externa es todavía mayor después de la revisión de Dimmendaal (2008), quien concluye que la incapacidad para generar una evincia convincente dentro de la macrofamilia Níger-Congo, sugiere que las lenguas Ubangui "probablemente constituyen una familia lingüística independiente que no puede demostrarse esté relacionado con las otras lenguas Níger-Congo (ni ninguna otra familia establecida)".

### Clasificación interna
Aunque los límites de qué lenguas forman parte de la familia Ubangui son claros (a diferencia de la filiación de esta familia con otras lenguas africanas), y que se han identificado media docena de subgrupos filogenéticos dentro del Ubagui, las relaciones entre estos grupos sigue en discusión. Williamson & Blench (2000) proponen la siguiente agrupación:
|            | Sere |
|            | |
| Ngbaka‑Mba | \| \| Ngbaka (note the principal Gbaya language is also called Ngbaka) \| \| \| \| \| \| Mba \| \| \| \| |
|            | \| \| Ngbaka (note the principal Gbaya language is also called Ngbaka) \| \| \| \| \| \| Mba \| \| \| \| |
|            | Ngbaka (note the principal Gbaya language is also called Ngbaka)                                         |
|            | |
|            | Mba |
|            | |

|  | Ngbaka (note the principal Gbaya language is also called Ngbaka) |
|  |                                                                  |
|  | Mba                                                              |
|  |                                                                  |

|            | Sere |
|            | |
| Ngbaka‑Mba | \| \| Ngbaka (note the principal Gbaya language is also called Ngbaka) \| \| \| \| \| \| Mba \| \| \| \| |
|            | \| \| Ngbaka (note the principal Gbaya language is also called Ngbaka) \| \| \| \| \| \| Mba \| \| \| \| |
|            | Ngbaka (note the principal Gbaya language is also called Ngbaka)                                         |
|            | |
|            | Mba |
|            | |

|  | Ngbaka (note the principal Gbaya language is also called Ngbaka) |
|  |                                                                  |
|  | Mba                                                              |
|  |                                                                  |

|            | Sere |
|            | |
| Ngbaka‑Mba | \| \| Ngbaka (note the principal Gbaya language is also called Ngbaka) \| \| \| \| \| \| Mba \| \| \| \| |
|            | \| \| Ngbaka (note the principal Gbaya language is also called Ngbaka) \| \| \| \| \| \| Mba \| \| \| \| |
|            | Ngbaka (note the principal Gbaya language is also called Ngbaka)                                         |
|            | |
|            | Mba |
|            | |

|  | Ngbaka (note the principal Gbaya language is also called Ngbaka) |
|  |                                                                  |
|  | Mba                                                              |
|  |                                                                  |

|            | Sere |
|            | |
| Ngbaka‑Mba | \| \| Ngbaka (note the principal Gbaya language is also called Ngbaka) \| \| \| \| \| \| Mba \| \| \| \| |
|            | \| \| Ngbaka (note the principal Gbaya language is also called Ngbaka) \| \| \| \| \| \| Mba \| \| \| \| |
|            | Ngbaka (note the principal Gbaya language is also called Ngbaka)                                         |
|            | |
|            | Mba |
|            | |

|  | Ngbaka (note the principal Gbaya language is also called Ngbaka) |
|  |                                                                  |
|  | Mba                                                              |
|  |                                                                  |

Además está la lengua ngombe cuya posición exacta en el estama anterior, es incierta debido a la escasez de datos.
La 16.ª edición de Ethnologue coincide con Williamsony Blench en la rama Sere-Mba, y denimina lenguas gbaya a las lenguas "gbaya-manza-ngbaka".
Nota: El ambiguo término ngbaka se usa para diferentes lenguas en diferentes ramas de la familia. El término idioma ngabaka en singular se refiere principalmente a una de las principales lenguas gbaya, mientras la forma lenguas ngbaka se refiere a lenguas de otra rama diferente.

## Comparación léxica
A continuación se da muestra comparativa de vocabulario básico, tomada de Moñino (1988):
| Clasificación | Lengua        | 'ojo'          | 'oreja' | 'nariz'    | 'diente'  | 'lengua'      | 'boca'      | 'sangre'    | 'hueso' | 'agua' | 'árbol'           | 'comer'  | 'nombre'    |
| ------------- | ------------- | -------------- | ------- | ---------- | --------- | ------------- | ----------- | ----------- | ------- | ------ | ----------------- | -------- | ----------- |
| Gbaya         | Proto-Gbaya   | *gbà.l̥í/l̥í     | *zɛ̀rà   | *zɔ̰̀p       | *ɲín      | *léɓé ~ lémbè | *nú         | *tɔ̀k        | *gbà̰là̰  | *l̥ì    | *tè               | *ɲɔŋ/l̥i  | *l̥ín ~ l̥íŋ  |
| Gbaya         | Gbaya Bodoe   | gbà.yík/yík    | zèr     | zɔ̀k        | ɲín       | léɓé          | nú          | tɔ̀k         | gbàɲà   | yì     | tè                | ɲɔŋ/yi   | ɲín         |
| Gbaya         | Gbaya Biyanda | gbà.lí/lí      | zàlà    | zɔ̀         | yínì      | lémbè         | nú          | tɔ̀k         | gbàlà   | lì     | tè                | yɔŋ      | líŋ         |
| Gbaya         | Gbeya         | gbà.rí/rí      | zɛ̀rà    | zɔ̰̀p ~ zɔ̰̀fɔ̰̀ | ɲín       | lép ~ léfé    | nú          | tɔ̰̀k         | gbà̰rà̰   | rì     | tè                | ɲɔŋ/ri   | ɲín         |
| Gbaya         | Manza         | l̥ī             | zàrà    | zɔ̰̀         | gòkò      | lɛ̀fɛ̀          | nū          | tɔ̀          | gbà̰l̥à̰   | l̥ì     | tè                | ɲɔŋɔ     | l̥ī          |
| Gbaya         | Mbodomo       | lí             | zàrà    | zɔ̀p        | ɲíní      | lémbé         | nú          | ngíà        | gbàlà   | lì     | tì                | ɲɔŋ      | líŋ         |
| Gbaya         | Bangando      | gbà.lí/lí      | jàlà    | jɔ̀         | ɲíì       | ɗàmbè         | nú          | mbɛ́         | gbàà    | lì     | tè                | ɲɔŋgi/li | lí          |
| Gbaya         | Bofi          | gbà.lī/lī      | zàrà    | zɔ̰̀         | ?         | lēmbé         | nū          | tɔ̀ʔɔ̀        | gbàlà   | lì     | tè                | ɲɔŋ      | líŋ         |
| Ngbandi       | Sango         | lɛ́             | mɛ́      | hɔ̰́         | pēmbē     | mēngā         | yángá       | mɛ́nɛ̄ ~ ménē | bìō     | ngú    | kɛ̄kɛ̄ ~ kēkē       | tɛ̀       | īrī         |
| Ngbandi       | Yakoma        | lɛ̄             | mɛ̄      | hɔ̰̄         | tɛ̰̄        | (lì.)mɛ̄ngá    | ɲɔ̄, yāngā   | mɛ́rɛ́        | bỳō     | ngú    | kɛ̄kɛ̄              | tɛ̀       | ʔīrī        |
| Ngbandi       | Kpatiri       | lá             | mɛ́      | hɔ̄         | tɛ́        | mīngā.ɲɔ̄      | ɲɔ̄          | mɛ́lɛ̄        | bì      | ngú    | wì                | tɛ̀       | īrī         |
| Baka          | Ngbaka Mabo   | zí.là/là       | zḛ̀-     | hṵ̄         | tḛ̄-       | mīnī-         | mò-         | nzḛ̄-        | kúà-    | ngó    | náā               | hō̰       | ʔēlē-       |
| Baka          | Monzombo      | là-            | zḛ̀      | ɲō̰         | tḛ̄-       | mī            | mò-         | nzḛ̄         | bēyè    | ngó    | ló                | zō̰       | ʔē          |
| Baka          | Gbanzili      | là/lí.là       | zè      | ʔō̰, ŋwū    | tɛ́- ~ té- | mīlī ~ mēlē   | mò-         | nzɛ̄         | kúà-    | ngó    | ná                | zɔ̄       | yēlē        |
| Baka          | Baka          | là-            | jɛ̀-     | ɓàngà-     | tɛ̄-       | mī(l)-        | mò-         | njɛ̄, māndā  | békè    | ngō    | lō                | jō       | ʔē-         |
| Baka          | Mayogo        | jǐlà/bólà      | -jɛ́     | (w)ó       | -tɛ́       | -mí           | -bú         | ngɔ́tɛ́       | běkì    | -ngú   | ndùlá             | -zō      | -lé         |
| Baka          | Mündü         | jíà/rràgó      | gó.jɛ̀   | gò         | tɛ́        | mí            | kɔ́.mò       | ngɔ́tɛ́       | bíkì    | ngú    | rró               | zózò     | írí         |
| Mba           | Ndunga-le     | và-/bùlá-      | jɔ̀mbɔ́-  | mbētú-     | tɛ́-       | mí-           | mó-         | ɓíndá-      | ɓéɓé    | ngó-   | gá-               | -zɔ́-     | ɗe-         |
| Mba           | Mba-ne        | lá-/sí-        | jɔ̄mbɔ̄-  | hɔ̄mbɔ̀-     | tɛ́-       | mí-           | cé-, mbɔ̀cɔ̀- | zí-         | ɓēɓē    | ngó-   | gá-               | zɔ̄-      | ɗé-         |
| Mba           | Dongo-ko      | lɔ̀-/sīē-       | gyê     | ŋù-        | tɛ̀-       | lyò-          | mò-         | nzì-        | ɓèɓè    | ngó-   | pá-               | zó-      | lì-         |
| Mba           | Ama-lo        | -fá-/-kúmbú-   | -sí-    | -wá̰-       | -sɛ́-      | -mɛ́-          | -mú-        | -kúkú-      | ngátī-  | -ngù-  | -ngbúgà           | sú-      | -lí-        |
| Sere          | Sere          | rɔ̄             | tè      | hɔ̀         | tì        | mɛ̀            | nzɛ̄         | zùmù        | kpɔ̀kpɔ́  | ngɔ̄    | mú                | zɔ̀       | mà          |
| Sere          | Bare          | vʌ̄.lō/tì.ló    | sù      | ŋò         | vʌ̄.tì     | mè            | nzō         | mvēlē       | kʊ.ɓílì | ngō    | ngʊ́               | zà       | lè          |
| Banda         | Lìndá         | àlà/ēcī        | ə̄tū     | ngāwɨ̄      | ə̄ʒī       | tīmà          | àmà         | ə̄njī        | gbābī   | ə́ngú   | āyɔ̄               | zɨ̄       | ʔɨ̄rɨ̄        |
| Banda         | Yàngere       | làlà/cīcī      | tūtū    | màwō       | zīzī      | tìmè          | màmà        | njīnjī      | gbēbī   | ngúngú | ndōjō (~ njōjō ?) | zē       | ʔērē        |
| Banda         | Ngàò          | àlà/cícī       | ūtū     | màwū, ūwū  | īʒī       | tīmà          | àmà         | īnjī        | gbāgbī  | úngú   | ōyō               | zī       | ʔīrī        |
| Banda         | Vàrà          | àlà/cácū       | ōtū     | ngāwū      | ēʒī       | tīmà          | àmà         | ə̄njī        | gbābī   | ə́ngú   | āyɔ̄               | zɨ̄       | ʔārā        |
| Banda         | Wójò          | àlà/cɛ́cū       | ūtū     | ṵ̄w̰ṵ̄        | kājī      | tāmbī         | àmà         | (ʒ)īʒī      | gbābī   | úngú   | (y)ōyō            | zɨ       | ērē         |
| Banda         | Dákpá         | àlà/cácū       | ōtū     | ə̄wū        | ə̄ʒī       | tīmà          | àmà         | ə̄ʒī         | gbābī   | ə́ngú   | ndɔ̄gɔ̄rɔ̄           | zɨ̄       | ʔīrē ~ ʔērē |
| Banda         | Làngbàsi      | làlà/cácù      | tūtū    | wūwū       | ʒīʒī      | tīmà          | màmà        | ʒīʒī        | gbābī   | ngúngú | yōyō              | zɨ       | ʔēʁə̄        |
| Banda         | Mbanza        | célà/cúcū      | tūtū    | w̰ṵ̄w̰ṵ̄       | zīzī      | tīmbī         | màmà        | zī          | gbābī   | ə́ngú   | yɔ̄yɔ̄              | zɨ ~ zi  | ʔēlē        |
| Zande         | Zande         | bā̹ngìrī/kpā̹kpū | tū̹      | ō          | rīndē     | mīrā          | ngbā        | kūrē        | mēmē    | ī̹mè/dí | ngūà              | ri       | rī̹mā ~ rū̹mā |
| Zande         | Nzakara       | bāngìlī        | tū      | ʔʊ̰̄         | līndī     | mīnlā         | ngbā        | kʊ̄lɛ̄        | mɛ̄mɛ̄    | ndīgì  | ngʊ̄nlà            | lɪ       | nlūmā       |
| Zande         | Geme          | índīrī/kpūkpū  | tū      | hɔ̄         | līndī     | māl.ngbā      | ngbā        | kūlē        | mɛ̄mɛ̄    | díī    | wīlì              | li       | lūmā        |

### Numerales
La siguiente lista compara los numerales en varias lenguas de la familia:
| Clasificación                                                | Lengua               | 1              | 2                              | 3            | 4                                      | 5               | 6                                    | 7                                    | 8                                         | 9                                    | 10                                        |
| ------------------------------------------------------------ | -------------------- | -------------- | ------------------------------ | ------------ | -------------------------------------- | --------------- | ------------------------------------ | ------------------------------------ | ----------------------------------------- | ------------------------------------ | ----------------------------------------- |
| Banda                                                        | Mbanza (Mabandja)    | bale           | ɓìsi                           | vɔtɑ         | vɑnɑ                                   | mindu           | ɡɑzɑlɑ                               | ɡɑzɑlɑ mɑnɑ bɑle (6 + 1)             | nɡebeɗeɗe                                 | nɡebeɗeɗe mɑnɑ bɑle (8 + 1)          | ɓufu                                      |
| Banda, , nuclear, Banda-Bambari                              | Banda-Linda (1)      | bale           | biʃi                           | vɘta         | vana                                   | mīndū           | mīndū ama nɘ bale (5 + 1)̄            | mīndū ama nɘ bīʃi (5 + 2)            | mīndū ama nɘ vɘta (5 + 3)                 | mīndū ama nɘ vana (5 + 4)            | moɾofo                                    |
| Banda, , nuclear, Banda-Bambari                              | Banda-Linda (2)      | bɑ̀lē           | bīʃì                           | və̀tɑ̀         | və̀nɑ̄                                   | mīndû           | mīndû ɑ̀ bɑ̀le (5 + 1)̄                 | mīndû ɑ̀ bīʃì (5 + 2)                 | mīndû ɑ̀ və̀tɑ̀ (5 + 3)                      | mīndû ɑ̀ və̀nɑ̄ (5 + 4)                 | mórófō                                    |
| Banda, centro- meridional                                    | Ngbugu (1)           | bàlē           | bīʃùwú ~ bīʃǔ                  | vɔ̄tǎ         | vɔànə̄                                  | mīndúwù ~ mīndû | mīndû ma.̀nə̄ bàlē ~ mīndû kàlá bàlē   | mīndû ma.̀nə̄ bīʃǔ ~ mīndû kàlá bīʃǔ   | mīndû ma.̀nə̄ vɔ̄tǎ ~ mīndû kàlá vɔ̄tǎ        | mīndû ma.̀nə̄ vɔànə̄ ~mīndû kàlá vɔànə̄  | lə́.kɔ̄nɔ́.ɡbá                               |
| Banda, centro- meridional                                    | Ngbugu (2)           | bàlè           | bìʃùú                          | vòtàá        | vwànɔ̄                                  | mìndúù          | mìndúù mànɜ̄ bàlè (5 + 1)̄             | mìndúù mànɜ̄ bìʃùú (5 + 2)            | mìndúù mànɜ̄ vòtàá (5 + 3)                 | mìndúù mànɜ̄ vwànɔ̄ (5 + 4)            | lɜ̀konòɡ͡bè (lit: all the fingers)          |
| Banda, centro- meridional                                    | Langbasi (Langbashe) | bɑ̀lē           | bīʃì                           | vòtɑ̀         | vɔ̀ɑ̀nō                                  | mīndû           | mīndû mɑ̀nə̄ bɑ̀le (5 + 1)̄              | mīndû mɑ̀nə̄ bīʃì (5 + 2)              | mīndû mɑ̀nə̄ vòtɑ̀ (5 + 3)                   | mīndû mɑ̀nə̄ vɔ̀ɑ̀nō (5 + 4)             | kpɔ́lɔ́ kɔ̄nɔ́ (litː ' two hands ')           |
| Banda, centro- occidental                                    | Banda-Tangbago       | bɑ̀ɭē           | bīʃì                           | vōtɑ̀         | vɑ̀nɑ̄                                   | mīndû           | mīndû ɑ̀mɑ̀ nə̀ bɑ̀ɭē (5 + 1)            | mīndû ɑ̀mɑ̀ nə̀ bīʃì (5 + 2)            | mīndû ɑ̀mɑ̀ nə̀ vōtɑ̀ (5 + 3)                 | mīndû ɑ̀mɑ̀ nə̀ vɑ̀nɑ̄ (5 + 4)            | móɾófò                                    |
| Gbaya-Manza-Ngbaka, Central                                  | Bokoto               | n͡dáŋ           | bùwá                           | tàɾ          | nã́ɾ                                    | mȭɾkȭ           | mȭɾkȭ zã́ŋã́ n͡dáŋ (5 + 1)              | mȭɾkȭ zã́ŋã́ bùwá (5 + 2)              | mȭɾkȭ zã́ŋã́ tàɾ (5 + 3)                    | mȭɾkȭ zã́ŋã́ nã́ɾ (5 + 4)               | ɓùkɔ̀                                      |
| Gbaya-Manza-Ngbaka, Central                                  | Bossangoa Gbaya      | k͡pém           | ɾíːtò                          | tàː          | nàː                                    | mɔ̃̀ːɾɔ̃̀           | ɗòŋ k͡pém (5 + 1)                     | ɗòŋ ɾíːtò (5 + 2)                    | nũ̀nã́ː (2 x 4) ?                           | kùsì                                 | ɓú                                        |
| Gbaya-Manza-Ngbaka, East                                     | Ngabaka              | kpó            | bɔ̀à                            | tàlɛ̀         | nālɛ̄                                   | mɔ̀lɔ̄            | ɡàzɛ̀lɛ̀                               | ɡàzɛ̀lɛ̀-nɡɔ́-nɛ-kpó (6 + 1), sambo *   | nɡbɛ̀ɗɛ̀ɗɛ̀                                  | kùsì                                 | ɓū                                        |
| Gbaya-Manza-Ngbaka, Noroccidental                            | Northwest Gbaya      | kpɔ́k           | yíítòó                         | tààr         | náár                                   | mɔ̀ɔ̀rɔ́           | mɔ̀ɔ̀rɔ́-ɗòŋ-kpɔ́k (5 + 1)               | mɔ̀ɔ̀rɔ́-ɗòŋ-yíítòó (5 + 2)             | mɔ̀ɔ̀rɔ́-ɗòŋ-tààr (5 + 3)                    | mɔ̀ɔ̀rɔ́-ɗòŋ-náár (5 + 4)               | ɓú                                        |
| Ngbandi                                                      | Northern Ngbandi     | kɔi            | sɛ                             | ta           | siɔ                                    | kɔ̃              | mana                                 | mbara mbara                          | miambe                                    | ɡumbaya                              | sui kɔi                                   |
| Ngbandi                                                      | Yakoma               | òkɔ̀, ̀kɔ̀        | ǒsɛ̀, ̌sɛ̀                        | òtá, ̀tá      | òsyɔ̄, ̀syɔ̄                              | òkṵ̄, ̀kṵ̄         | òmɛ̀rɛ̄, ̀mɛ̀rɛ̄                          | mbárámbárá                           | myɔ̀mbè                                    | ɡūmbáyā                              | bàlé.kɔ̀ {ten.one}                         |
| Sere-Ngbaka-Mba, Ngbaka-Mba, Mba                             | Dongo                | ɓawɨ           | ɡ͡bwɔ̀                           | àrà          | anà                                    | vʉwɛ̀            | kázyá                                | zyálá                                | nɡya-iɲo-ɡ͡bwɔ̀ (10 - 2) ?                  | nɡya-iɲyo-ɓayi (10 - 1) ?            | ànɡ͡bà                                     |
| Sere-Ngbaka-Mba, Ngbaka-Mba, Mba                             | Mba                  | úma            | ɓiné                           | byala        | aⁿɡ͡bote                                | ɓúma            | ɓúma tele (5 + 1)                    | ɓúma te sené (5 + 2)                 | ɓúma te ɓyala (5 + 3)                     | ɓúma te aⁿɡ͡bote (5 + 4)              | abusa                                     |
| Sere-Ngbaka-Mba, Ngbaka-Mba, Ngbaka, Oriental, Mayogo-Bangba | Mayogo               | ɓīnì           | ɓīsī                           | ɓātā         | ɓāɗā                                   | búlúvūè         | māɗíà                                | mānāníkà                             | mādʒɛ́nà                                   | ōdúkpábīnì (10 - 1) ??               | ndʒɛ̄kpà                                   |
| Sere-Ngbaka-Mba, Ngbaka-Mba, Ngbaka, Oriental, Mundu         | Mündü                | bìrì, bìrìnɡ͡bɵ | ɓəsù                           | bata         | bala                                   | ɓúruve          | màɗìyà                               | lɵ̀rɵzi                               | ɡ͡badzena                                  | menewá                               | nzòkpa                                    |
| Sere-Ngbaka-Mba, Ngbaka-Mba, Ngbaka, Occidental, Baka-Gundi  | Baka                 | kpóde          | bíde                           | batà         | bàna                                   | θuwè            | θuwè tɛ kpóde (5+ 1)                 | θuwè tɛ bíde (5+ 2)                  | θuwè tɛ batà (5+ 3)                       | θuwè tɛ bàna (5+ 4)                  | kamo / θuwè tɛ θuwè (5+ 5)                |
| Sere-Ngbaka-Mba, Ngbaka-Mba, Ngbaka, Occidental, Baka-Gundi  | Limassa              | kpóde          | bíde                           | báíde        | bàna                                   | vue             | síta                                 | támbali                              | séna                                      | vue lɛ bàna (5+ 4)                   | kpa bo pɛ (lit. all/both hands of person) |
| Sere-Ngbaka-Mba, Ngbaka-Mba, Ngbaka, Occidental, Bwaka       | Ngabaka Ma'bo        | k͡páàá ~ k͡páàkɔ́ | ɓīsì                           | ɓātà         | ɡ͡bīānā                                 | ʔèvè ~ vè       | sítà ~ sítā                          | sílànā                               | sɛ́nā                                      | vìíìnā (5+ 4)                        | nzò k͡pā̰ (litː ' head / hand ')            |
| Sere-Ngbaka-Mba, Ngbaka-Mba, Ngbaka, Occidental, Gbanzili    | Gbanzili             | k͡pókà          | ɓīsì                           | ɓɔ̄tà ~ ɓōātà | ɓùānā ~ ɓɔ̄nā                           | vūè             | sítà                                 | sélènā ~ sáɓá                        | sánā                                      | vūè-nà-ɓùānā (5+ 4) / liɓòà *        | nzò k͡pā ~ ɡ͡bà                             |
| Sere-Ngbaka-Mba, Ngbaka-Mba, Ngbaka, Occidental, Monzombo    | Monzombo             | k͡póì           | bīʃì                           | bālà         | bàānā                                  | vūè             | ʃítà                                 | ʃíēnā                                | sɛ́nā                                      | ʔi̋vúēnā                              | nʒò k͡pā̰ (litː 'head of hand or arm')      |
| Sere-Ngbaka-Mba, Sere, Sere-Bviri, Bai-Viri                  | Belanda Viri         | njẽe           | soó                            | taú          | nãu                                    | vöö́             | vöö́-njoí-njẽe (5 + 1)                | vöö́-njoí-soó (5 + 2)                 | vöö́-njoí-taú (5 + 3)                      | vöö́-njoí-nãu (5 + 4)                 | ɓï̃kürü                                    |
| Sere-Ngbaka-Mba, Sere, Sere-Bviri, Ndogo-Sere                | Ndogo                | ɡbaànjé        | só, sósò (used as a adjective) | táʔò         | nàʔò                                   | vó              | vó-njeé-ɡbaànjé(5 + 1)               | vó-njeé-só (5 + 2)                   | vó-njeé-táʔò (5 + 3)                      | vó-njeé-nàʔò (5 + 4)                 | muʔɓì (litː 'on hands ')                  |
| Zande, Zande-Nzakara                                         | Nzakara (1)          | kílī           | īyō                            | ātā          | ālù                                    | ìsìbē           | ìsìbē-ālí-kílī (5 + 1)               | ìsìbē-ālí-īyō (5 + 2)                | ìsìbē-ālí-ātā (5 + 3)                     | ìsìbē-ālí-ālù (5 + 4)                | ŋɡ͡bō                                      |
| Zande, Zande-Nzakara                                         | Nzakara (2)          | kílī           | ījō                            | ātā          | ālù                                    | ìsìbē           | ìsìbē-ālí-kílī (5 + 1)               | ìsìbē-ālí-ījō (5 + 2)                | ìsìbē-ālí-ātā (5 + 3)                     | ìsìbē-ālí-ālù (5 + 4)                | ŋɡ͡bɔ̃̄                                      |
| Zande, Zande-Nzakara                                         | Zande                | sá             | úé                             | bíátá        | bīànɡì ~ bīàmà (according to dialects) | bīsùè           | bīsùè bàtì̧ sá (litː 'five save one') | bīsùè bàtì̧ úé (litː 'five save two') | bīsùè bàtì̧ bíátá (litː 'five save three') | bīsùè bàtì̧ bīànɡì ('five save four') | bàwē                                      |